# Gerhard Ungefug
Gerhard Ungefug (* 1490 in Homberg (Efze); † 1542 in Sankt Goar), auch Eugenius genannt, war ein evangelischer Theologe und Pfarrer. Mit seinem Wirken trug er wesentlich zur Durchsetzung des Protestantismus in Hessen bei.

## Leben
Gerhard Ungefug studierte ab 1507 an der Universität Erfurt und ab 1510 an der Universität Wittenberg. Ab 1514 war er Schulmeister, ab 1517 Priester in Homberg. 1520 erwarb er in Erfurt den Magistergrad. Etwa 1524 wandte er sich dem Luthertum zu und wirkte bis 1527 als erster evangelischer Pfarrer in Homberg.
1527 beauftragte Landgraf Philipp von Hessen den Theologieprofessor Adam Krafft mit der Durchführung einer Visitation in der Niedergrafschaft Katzenelnbogen und zeigte diese am 18. Oktober dem Oberamtmann der Grafschaft an. Adam Krafft kam am 1. November 1527 nach St. Goar. Auf Empfehlung Luthers wurde Ungefug als Pfarrer nach Sankt Goar berufen und hielt am 1. Januar 1528 die erste evangelische Predigt in der Stiftskirche. Ungefug legte der Pfarrerschaft die Richtlinien der Kirchenreform vor, u. a. sollten der Gottesdienst nach Luthers Deutsche Messe gefeiert und die Wallfahrten eingestellt werden. Von 1531 bis 1542 war er Superintendent der Niedergrafschaft Katzenelnbogen.